# Ministerio del Poder Popular de Desarrollo Minero Ecológico
El Ministerio del Poder Popular de Desarrollo Minero Ecológico (MPPDME) de Venezuela, fue creado el 9 de junio de 2016 por el gobierno de Nicolás Maduro. Es el ente rector de la actividad minera de Venezuela. Actualmente está bajo la dirección del almirante William Serantes Pinto.

## Historia
Comenzó a funcionar el 9 de junio de 2016, mediante Decreto Presidencial N. º 2350, publicado en Gaceta Oficial N. º 40922. Su primer ministro fue el Lcdo. Roberto Mirabal. El ministerio nace de la disolución de ese mismo año, del Ministerio del Poder Popular de Petróleo y Minería, el cual se dividió en el Ministerio del Poder Popular de Petróleo y el MPPDME.

## Estructura del ministerio
El MPPDME está dividido en los siguientes viceministerios:
- Viceministerio de Exploración e Inversión Ecominera.
- Viceministerio de Seguimiento y Control del Desarrollo Ecominero.

### Órganos y entes adscritos
- Corporación Venezolana de Minería (CVM).
- Servicio Nacional de Fiscalización e Inspección Minera (SENAFIM).
- Fundación Misión Piar.
- Instituto Nacional de Geología y Minería (INGEOMIN).

## Ministros
| Ministros del Poder Popular de Desarrollo Minero Ecológico |                           |                    |                |
| Orden                                                      | Nombre                    | Período            | Presidente     |
| 1                                                          | Roberto Mirabal           | 2016 - 2017        | Nicolás Maduro |
| 2                                                          | Jorge Arreaza             | 2017               | Nicolás Maduro |
| 3                                                          | Víctor Cano               | 2017 - 2019        | Nicolás Maduro |
| 4                                                          | Juan Miguel Olmos Iguaro  | 2019               | Nicolás Maduro |
| 5                                                          | Gilberto Pinto Blanco     | 2019 - 2020        | Nicolás Maduro |
| 6                                                          | Magaly Henríquez González | 2020 - 2021        | Nicolás Maduro |
| 7                                                          | William Serantes Pinto    | 2021 - 2024        | Nicolás Maduro |
| 7                                                          | Héctor Silva              | 2024 - 2025        | Nicolás Maduro |
| 8                                                          | Héctor Silva              | 2025 - actualmente | Nicolás Maduro |